# Revelinfästningen
Revelinfästningen (kroatiska: Tvrđava Revelin) är en fästning i Dubrovnik i Kroatien. Den är belägen nordost om Gamla stan och är åtskild från Dubrovniks ringmur genom en djup vallgrav. En bro över vallgraven förbinder fästningen med den på Unescos världsarvslista upptagna Gamla stan. Fästningen uppförande påbörjades 1463 och dess syfte var att skydda den dåvarande republiken Dubrovniks hamn från anfall i öster. 
Försvarsverkets namn härrör från kroatiskans revelin med betydelsen "ravelin". Idag är Revelinfästningen en av Dubrovniks sevärdheter och under sommarfestivalen anordnas föreställningar på dess terrass.

## Historik och beskrivning
I dokument från 1449 framgår behovet av att uppföra ett försvarsverk på platsen för dagens fästning. 1463 påbörjades arbetet med att uppföra Revelinfästningen. Till en början uppfördes bara den nedre delen av dagens fästning. 
År 1538 förstärktes och tillbyggdes fästningen enligt ritningar av den milanesiske ingenjören Antonio Ferramolino från Bergamo. Fästningen fick enligt hans instruktioner formen av en oregelbunden fyrkant. Revelinfästningen har tre ingångar och omges av havet på tre sidor. Den fjärde sidan är via en bro och Pločeporten förbunden med Gamla stan.